# Lago Heiliger
El lago Heiliger (en alemán: Heiligersee) es un lago situado al oeste de Berlín, en el distrito rural independiente de Potsdam, en el estado de Brandeburgo (Alemania), a una elevación de 29.4 metros; tiene un área de 340 hectáreas.

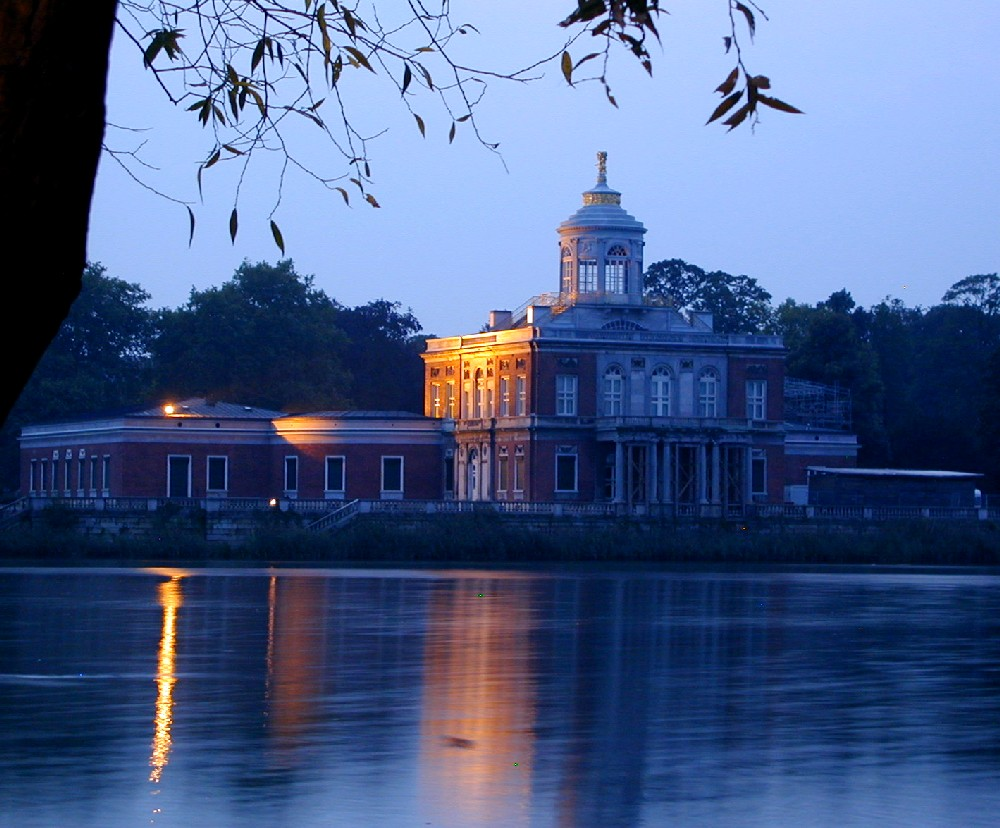
palacio de Mármol

Es famoso por el palacio de Mármol que se encuentra a su orilla, construido en 1789 por orden de Federico Guillermo II de Prusia por el arquitecto Carl Gotthard Langhans, y que es Patrimonio de la Humanidad por la Unesco desde 1990.